# Hepatitis
L'hepatitis és la inflamació del fetge caracteritzada per la presència de cèl·lules inflamatòries en el teixit de l'òrgan. El nom prové del grec hepar (ἧπαρ), l'arrel es hepato- (ἡπατ-), fetge, i el sufix -itis, que significa «inflamació». La condició pot ser autolimitada (curació per si mateixa) o pot progressar cap a la fibrosi (cicatrització reactiva) del fetge i a la cirrosi hepàtica en casos crònics.
L'hepatitis pot passar amb símptomes subclínics (mínims, inespecífics i de curta durada) o sense cap símptoma; però sovint causa icterícia, anorèxia (falta de gana) i malestar general. L'hepatitis és «aguda» si dura menys de sis mesos i «crònica» quan persisteix més temps. La forma «fulminant» és la que cursa amb necrosi massiva del fetge, greus trastorns de la coagulació i encefalopatia hepàtica en pocs dies (de 0 a14, segons alguns autors), sense lesió hepàtica anterior. El seu pronòstic és dolent i pot requerir un trasplantament hepàtic.
Els virus del grup conegut com a «virus de l'hepatitis» (hepatotròpics) són els que causen més casos d'hepatitis a tot el món. També poden provocar hepatitis les toxines, les substàncies químiques (sobretot l'alcohol, alguns medicaments i compostos presents en algunes plantes), altres infeccions i les malalties autoimmunitàries.

## Història
L'hepatitis és una malaltia coneguda des de fa mil·lennis per moltes cultures, amb diverses denominacions. Estudis sobre la filogènia del virus i de paleogenètica humana indiquen que l'hepatitis B ha afectat els humans des de fa uns 33.600 anys (datació que concorda amb l'origen dels primers humans no africans). Algunes soques del virus de l'hepatitis B (VHB) presents a goril·les i altres primats no humans podrien ser resultat de transmissions interespecífiques de fa uns 6.100 anys. L'expansió d'aquest tipus d'hepatitis coincideix amb les migracions dels diferents grups d'humans al llarg de desenes de milers d'anys. El VHB circulava per Europa fa 7.000 anys amb una estructura genòmica semblant a la dels moderns virus de l'hepatitis B humana. S'ha identificat el VHB en mostres de diversos individus europeus, pertanyents a l'edat del bonze i l'edat mitjana. Existeixen referències de casos d'icterícia a la Xina uns mil anys aC i a Babilònia cap el 500 aC.
En el món occidental fou descrita per primera vegada en el Corpus Hippocraticum, com «icterícia epidèmica», cap a l'any 400 aC. Es recomanava un tractament amb melikraton (hidromel). Hipòcrates pensava que la seva causa era un excés de «bilis negra», que es presentava sovint a la tardor i que el dejuni millorava el curs de la malaltia abans de la «crisi» (fase de resolució del procés). Al segle viii el Papa Zacaries en una carta a Bonifaci, arquebisbe de Magúncia, va ordenar la quarantena de les persones amb icterícia per tal d'evitar l'expansió de la malaltia a la ciutat, ja que era considerada d'origen infecciós.
S'ha identificat el genoma de VHB, genotip C2, en una mòmia infantil coreana del segle xvi corresponent a la segona etapa de la dinastia Joseon.
Durant molts anys, l'hepatitis infecciosa fou anomenada «icterícia catarral», a causa de les observacions de Bamberger (1855) i Virchow (1865), que van atribuir la seva etiologia a una obstrucció mucosa del colèdoc.
S'estima que, durant la Segona Guerra Mundial, uns 15 milions de persones varen patir hepatitis aguda.
El descobriment, l'any 1965, de l'antigen Austràlia (HBsAg) per Baruch Blumberg, fou una fita clau en l'estudi de les hepatitis. El 1970, David Dane (1923–1998) i el seu equip londinenc de viròlegs van descriure per primera vegada el virió de l'hepatitis B, i van aconseguir posteriorment grans avenços en el coneixement de la història natural del VHB i de les seves vies de transmissió.
L'any 1973, mitjançant microscòpia electrònica de les femtes de pacients afectats d'hepatitis A en fase aguda, Feinstone i els seus col·laboradors hi identificaren unes partícules esfèriques de 27 nanòmetres de diàmetre. L'estudi serològic va revelar que aquelles partícules eren específiques per a aquesta malaltia i en tots els pacients amb hepatitis A es va trobar la mateixa resposta antigènica. Aquells resultats indicaven que havien trobat l'agent causal de l'hepatitis A. La descoberta del virus de l'hepatitis C (VHC) va fer-la, el 1988, un investigador de l'empresa californiana de biotecnologia Chiron, en col·laboració amb els Centres per al Control i Prevenció de Malalties (CDC, de l'anglès Centers for Disease Control and Prevention) dels Estats Units.

## Tipus

### Hepatitis infeccioses

#### Hepatitis víriques
Les hepatitis víriques són el tipus d'hepatitis més comú a tot el món, especialment a Àsia i Àfrica. Les hepatitis víriques son causades per cinc virus diferents (hepatitis A, B, C, D i E). L'hepatitis A i l'hepatitis E es comporten de la mateixa manera: totes dues es transmeten per la via fecal-oral, són més freqüents als països en desenvolupament i són malalties autolimitades que no condueixen a una hepatitis crònica.
L'hepatitis B, hepatitis C i hepatitis D es transmeten quan la sang o les membranes mucoses estan exposades a sang i fluids corporals infectats, com el semen i les secrecions vaginals. També s'han trobat partícules víriques a la saliva i la llet materna. Els petons, compartir estris i la lactància materna no condueixen a la transmissió tret que aquests líquids s'introdueixin en llagues obertes o talls. Moltes famílies que no tenen aigua potable o viuen en cases poc higièniques han contret hepatitis perquè la saliva i les gotes de sang són sovint transportades per l'aigua i les malalties transmeses per la sang es propaguen ràpidament en entorns insalubres.
L'hepatitis B i C es poden presentar de manera aguda o crònica. L'hepatitis D és un virus defectuós que requereix l'hepatitis B per replicar-se i només es troba amb la coinfecció per hepatitis B. En adults, la infecció per hepatitis B és més freqüent, generalment s'autolimita, amb menys d'un 5% de progressió a l'estat crònic, i del 20 al 30% dels infectats crònics desenvolupen cirrosi o càncer de fetge. La infecció en nadons i nens sovint condueix a una infecció crònica.
A diferència de l'hepatitis B, la majoria dels casos d'hepatitis C condueixen a una infecció crònica. L'hepatitis C és la segona causa més freqüent de cirrosi als EUA (seguint a l'hepatitis alcohòlica). A les dècades de 1970 i 1980, les transfusions de sang van ser un factor important en la propagació del virus de l'hepatitis C. Des que l'any 1992 es va iniciar el cribratge generalitzat de productes sanguinis per a l'hepatitis C, el risc d'adquirir l'hepatitis C a partir d'una transfusió de sang ha disminuït d'aproximadament un 10% a la dècada de 1970 a 1 de cada 2 milions actualment.

#### Hepatitis parasitària
Certs paràsits, com Entamoeba histolytica, tenen un gran quimiotropisme pel fetge i provoquen la seva inflamació, alterant greument la funcionalitat hepàtica. El protozou Toxoplasma gondii, transmès per aliments contaminats o la femta d'animals, també pot ocasionar hepatitis greus. Nematodes, com els Toxocara provoquen en rares ocasions hepatitis. Alguns trematodes, entre ells Clonorchis sinensis i Schistosoma mansoni, poden relacionar-se amb l'hepatitis. Un altre trematode d'interès és Dicrocoelium dendriticum; comú en els remugants, excepcionalment ocasiona la dicrocoeliasi humana. Aquest paràsit presenta una gran afinitat per les vies biliars, fet que comporta símptomes poc específics d'inflamació hepàtica semblants als d'una hepatitis viral no aguda. Els cestodes causants de l'equinococcosi, en especial l'Echinococcus granulosus i l'Echinococcus multilocularis, són els responsables de moltes hepatitis de gravetat variable i diagnòstic no sempre fàcil, ja que aquesta parasitosi acostuma a trigar mesos o anys en manifestar símptomes d'importància. Han estat descrits alguns casos d'ascariosi vesicular associats a colecistitis (inflamació de la paret de la vesícula biliar) i hepatitis aguda.

#### Hepatitis transmesa per via sexual
Són diverses les hepatitis degudes a virus hepatotròpics. La més comuna -fins i tot en països desenvolupats- és la produïda pel virus de l'hepatitis B. Els virus C i D (aquest gairebé sempre associat al virus B) també poden emprar de vegades aquesta forma de transmissió, sobretot en certes conductes i pràctiques sexuals. La transmissió sexual del VHC en parelles heterosexuals monògames és infreqüent, però és possible. A hores d'ara, es considera que el virus de l'hepatitis A pot causar hepatitis greus en persones coinfectades pel VIH. En dones, les infeccions per clamidíes (clamidiosi) poden ocasionar perihepatitis agudes. La sèpsia per Neisseria gonorrheae provoca diferents graus d'hepatitis i perihepatitis. Sobre tot en dones, la gonocòccia pot desenvolupar una síndrome de Fitz-Hugh-Curtis (una perihepatitis aguda amb bandes fibrinoses adherents a l'espai subfrènic que causa manifestacions semblants a les de la malaltia inflamatòria pelviana), amb coexistència d'una infecció clamidial o sense.

### Hepatitis alcohòlica
L'abús crònic d'alcohol provoca un dany inflamatori directe al fetge, amb la subseqüent mort dels hepatòcits, principalment per la producció metabòlica d'espècies reactives de l'oxigen (ROS, de l'anglès reactive oxidative species). La coincidència d'un consum desmesurat d'alcohol i d'hepatitis vírica o metabòlica és el principal factor de risc per desenvolupar un carcinoma hepato-cel·lular. A més a més, l'hepatitis alcohòlica altera el cicle de la urea, fet que empitjora la prognosi vital.
Les formes d'hepatitis alcohòlica no tributàries de trasplantament es tracten amb prednisolona i pentoxifil·lina; tot i que l'eficàcia d'aquest darrer fàrmac ha estat qüestionada i la prednisolona no millora significativament la supervivència del malalt a mitjà o llarg termini. L'hepatitis alcohòlica greu (sAH, de l'anglès severe alcoholic hepatitis) té una taxa de mortalitat alta. El tractament amb corticoesteroides comporta una immunodepressió que facilita les infeccions oportunístiques per bacteris, fongs o virus, les quals compliquen molt el procés hepàtic i acurten l'esperança de vida del malalt. El tractament de primera línia de la sAH és l'abstinència total d'alcohol, tenint en compte que fàrmacs com el disulfiram o la naltrexona poden per se provocar danys hepatocel·lulars. Les noves opcions terapèutiques per la sAH inclouen modificadors de la microbiota intestinal, moduladors immunitaris, inhibidors de l'apoptosi, promotors de la regeneració hepatocitària o derivats de l'àcid quenodesoxicòlic. S'ha emprat l'afèresi granulocitària per tractar aquest tipus d'hepatitis.
Els models d'estudi murí in vivo i in vitro que utilitzen els investigadors d'aquest particular tipus d'hepatitis no sempre reflecteixen fidelment els processos patològics que tenen lloc en el fetge humà; un fet que complica diferents línies de recerca, en especial les relacionades amb les profundes disfuncions immunitàries que l'alcohol provoca en aquest òrgan.

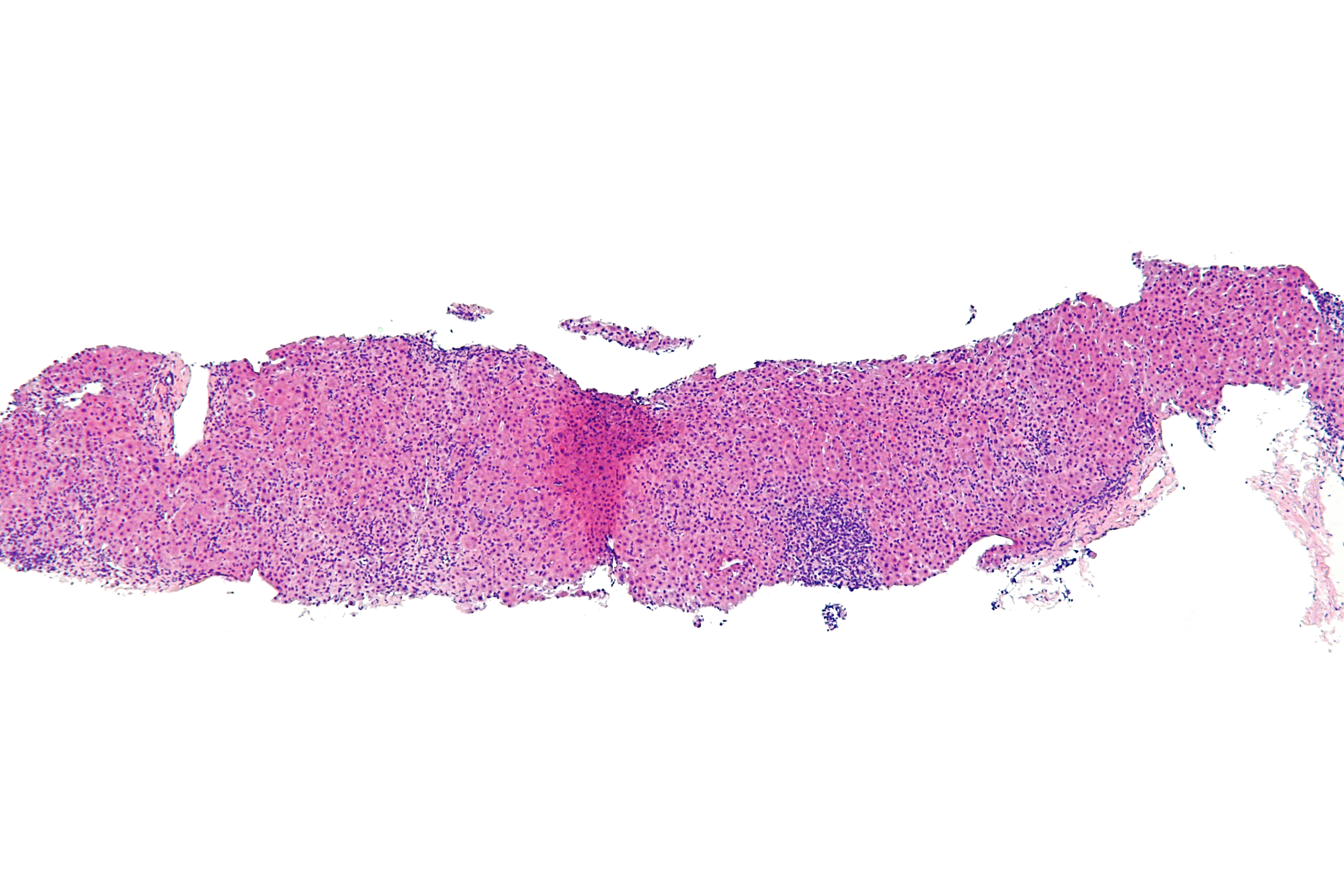
Fotomicrografia a baix augment d'una preparació histològica d'un teixit hepètic afectat d'hepatitis autoimmunitària, que mostra una gran infiltració del teixit hepàtic per limfòcits i plasmòcits. Peça de biòpsia per punció. Tinció d'HE.

### Hepatitis induïda per fàrmacs
Molts fàrmacs poden, de vegades, provocar lesions inflamatòries hepatocitàries. Per exemple: paracetamol, amiodarona (un antiarrítmic), metotrexat, àcid valproic, lamotrigina o ramipril. La sulfasalazina (un antiinflamatori derivat de la sulfonamida) provoca hepatitis idiosincràtiques, per regla general autolimitades, però que poder ser extremadament serioses en malalts pediàtrics. Adesiara, el carvedilol (un antagonista no selectiu dels receptors beta-adrenèrgics) origina hepatitis de patró mixt. La carbamazepina és una causa poc usual d'hepatitis derivades de fenòmens d'hipersensibilitat o d'un esgotament de les reserves de glutatió per interferència amb els seus mecanismes metabòlics. Les formes colestàsiques acostumen a remetre pocs dies després d'aturar la presa del fàrmac, mentre que les que presenten un patró predominant de dany hepatocel·lular tenen un pronòstic dolent.
S'ha descrit algun cas d'hepatitis greu, de caràcter autoimmunitari, a causa de antibiòtics (com l'amoxicil·lina/àcid clavulànic o el trimetoprim/sulfametoxazole). Les cloxacil·lines (una classe de penicil·lines resistents a β-lactamases) poden ocasionar hepatitis quasi sempre colestàsiques. L'aparició d'una hepatitis aguda a causa de la presa de fosfomicina és un efecte secundari mot infreqüent d'aquest bactericida. Entre un 0,5 per cent i un 1 per cent dels pacients tractats amb isoniazina (un profàrmac antituberculós) presenten hepatitis agudes que poden arribar a ser letals. La flutamida (un medicament emprat en el tractament del càncer de pròstata i també de condicions hiperandrogèniques com l'acne i l'hirsutisme) ha estat la font d'hepatitis agudes i fulminants amb una alta taxa de mortalitat. L'ornidazole (un antiprotozoari) és origen d'hepatitis de característiques autoimmunitàries, que rares vegades fan necessària una teràpia immunosupressora. El letrozole (un inhibidor de l'aromatasa que es fa servir contra el càncer de mama en dones postmenopàusiques) provoca hepatitis histològicament molt similars, però que acostumen a remetre sense complicacions amb la suspensió del fàrmac. La nimesulida (un antiinflamatori no esteroidal) ha estat retirada del mercat a molts països per originar hepatitis fatals. L'imatinib (un inhibidor de la tirosina-cinasa, emprat per tractar la leucèmia mieloide crònica), de vegades origina hepatitis que -en pocs casos- són fulminants. Un efecte advers poc freqüent de la nifepidina (un blocador dels canals de calci usat en pacients amb HTA i/o angina de pit) és la inducció d'hepatitis que milloren després de suspendre el medicament.
Diverses substàncies presents en productes medicinals obtinguts de plantes o en suplements dietètics poden provocar hepatitis agudes. L'ús «medicinal» de la Cimicifuga racemosa pot originar hepatitis per idiosincràsia, de vegades amb resultats molt greus. Ephedra sinica, emprada en la medicina oriental per perdre pes, causa hepatitis serioses. Les fulles de l'arbust Catha edulis (cat o khat), a banda de les seves suposades propietats medicinals, mastegades o en infusió tenen efectes estimulants i s'utilitzen sobretot amb finalitat recreativa. S'han descrit múltiples casos d'hepatitis relacionats amb aquest hàbit, en especial de tipus autoimmunitària, alguns tributaris de trasplantament hepàtic. Els preparats de kava (arrel de la planta Piper methysticum, emprada com a narcòtic a les illes de l'oest del Pacífic), introduïts en el nostre entorn per alleujar l'ansietat o l'insomni, han estat la causa d'hepatitis greus, ocasionalment fatals. Els motius de l'hepatotoxicitat de la kava encara no són del tot coneguts. Estudis in vitro indiquen que intrínsecament les kavalactones no tenen propietats citotòxiques; però inhibeixen diversos processos enzimàtics relacionats amb els citocroms p450 hepàtics. Als EUA i Mèxic no són excepcionals les hepatitis agudes relacionades amb preparats fets amb la planta zigofil·làcia Larrea tridentata; la qual formava part de la farmacopea dels nadius americans i que conté àcid nordihidroguaiarètic, substància hepatotòxica a partir d'una determinada dosi. S'han publicat casos d'hepatitis tòxiques provocades per compostos fitoterapèutics amb Àloe vera.
El consum immoderat de begudes anomenades energètiques també ocasiona hepatitis agudes, a causa del seu alt contingut en niacina (una vitamina del complex B, més o menys hepatotòxica segons sigui la seva forma d'alliberació), ocasionalment acompanyades de necrosi hepatocitària i colèstasi. Els estrets de Garcinia cambogia, una planta utilitzada com a suplement en dietes per aprimar-se, han provocat hepatitis agudes i fallides hepàtiques tributàries de trasplantament. Tinospora crispa, pertanyent a la família de les Menispermaceae i emprada tradicionalment per tractar diverses malalties, com ara la diabetis, conté determinats diterpenoides que provoquen hepatitis tòxiques. El Pegvisomant (un inhibidor de l'hormona del creixement emprat per tractar l'acromegàlia) causa en certs malalts sota farmacoteràpies de llarga durada i amb genotips particulars, hepatitis agudes de presentació colestàsica.
Entre els medicaments anestèsics, cal esmentar les hepatitis agudes idiosincràtiques causades per l'halotà, un producte retirat ja de quasi totes les sales d'operacions. Durant un temps es creia que l'hepatitis per halotà era conseqüència d'un defecte autosòmic recessiu en la síntesi de glutatió, fins que a la dècada dels 80 es va acceptar que la predisposició al trastorn tenia el seu origen en una susceptibilitat cel·lular multifactorial. Cal esmentar, en especial, les hepatitis relacionades amb les estatines.
La proporció d'hepatitis directament derivada de l'administració d'aquest grup de fàrmacs en conjunt és inferior a l'observada en altres grups terapèutics com els antibiòtics o els antiinflamatoris no esteroidals (AINE). És a dir, no és gaire freqüent, però no és excepcional. Segons la majoria de sèries de revisió, en el nostre entorn, l'atorvastatina és el compost més associat a problemes d'inflamació hepàtica. La firma predominant de l'hepatotoxicitat per estatines té un fenotip autoimmunitari amb presència d'anticossos típics de la hepatitis autoinmune tipus I (ANA i ASMA). No s'ha descrit cap hepatitis crònica produïda per estatines; si bé han estat registrats casos de fallida hepàtica considerats idiosincràtics i lligats a un augment de la dosi prescrita. Per contra, sembla demostrat que el tractament amb estatines té un efecte inhibidor significatiu en el desenvolupament de cirrosis en persones que pateixen hepatitis B o C. Els patrons histopatològics observats en les hepatitis induïdes per fàrmacs són nombrosos i depenen de l'estat hepàtic previ a l'administració de cada substància en concret i de la dosi total, però els més habituals són els de la forma aguda (21 per cent) i de la crònica (14 per cent) i, especialment, els corresponents a la presentació colestàsica (29 per cent). En pacients polimedicats, de vegades és difícil identificar el fàrmac causant de l'hepatitis, ja que poden existir fenòmens sinèrgics que desencadenin la lesió iatrogènica del fetge.

### Hepatitis induïda per toxines
Certes toxines, com les presents en alguns bolets —Amanita phalloides o Amanita virosa, per exemple— i especialment les amatoxines, les dels cianobacteris (microcistines), o les d'alguns verins de serp, provoquen inflamació, dany greu als hepatòcits i -moltes vegades- fallida hepàtica. Les aflatoxines secretades pels fongs Aspergillus flavus i Aspergillus parasiticus, presents a grans emmagatzemats en condicions precàries, han produït brots d'hepatitis agudes, ocasionalment mortals. El bany en zones de marea roja causada per determinats dinoflagel·lats pot produir, especialment en nens petits, una hepatitis fulminant (síndrome de Caruaru) i la mort. Les llavors de ricí ocasionen lesions hepàtiques diverses, sovint fatals, sobre tot per destrucció de les cèl·lules de Kupffer (uns fagòcits especialitzats que formen part del sistema reticuloendotelial del fetge). El consum de mel feta amb plantes del gènere Rhododendron, pel seu contingut en grayanotoxines (que també tenen un cert efecte al·lucinogen), pot causar una hepatitis aguda. S'han descrit alguns casos —-generalment entre persones d'origen asiàtic—- d'hepatitis aguda per ingestió de vesícules biliars de determinats ciprínids.
Una de les causes més estranyes d'hepatitis d'aquesta etiologia és el verí de la granota Phyllomedusa bicolor, la qual secreta una substància mucoide emprada en els rituals xamànics Kambô. Dita substància conté diversos compostos peptídics amb propietats psicoactives i altres d'efectes citotòxics o inductors de la toxicitat immunitària encara no ben coneguts. El verí s'administra a través d'escarificacions a la pell i pot provocar hepatitis agudes amb problemes gastrointestinals concomitants.

### Hepatitis induïda per elements i composts químics
N'hi ha moltes, i són destacables: plom, arsènic, fòsfor blanc o groc, cloro/bromobenzè i altres derivats benzènics, tetraclorur de carboni, etc. En general, i per la seva abundància en el nostre medi, moltíssims dissolvents orgànics poden —en potència— generar una hepatitis en les persones exposades laboralment. S'han descrit casos d'hepatitis fulminants derivades de l'addicció als solvents volàtils. Un d'ells, el tricloroetilè, pot ocasionar hepatitis agudes en la seva forma anictèrica, a més d'uveïtis. El cloroform, inhalat o ingerit de forma voluntària o accidental, és causa d'hepatitis greus i necrosi hepatocitària de vegades amb curs fatal. Els ftalats (èsters plastificadors) són substàncies especialment perilloses dintre d'aquest grup concret d`hepatitis. L'exposició crònica a dosis altes als bifenils policlorats (un tipus de contaminants orgànics persistents prohibit al Conveni d'Estocolm) provoca esteatohepatitis d'importància variable. El clorur de vinil ocasiona la mateixa lesió entre els treballadors de les fàbriques de PVC. A més la concurrència d'hepatitis vírica i exposició al monòmer d'aquest producte té un efecte hepatotòxic sinèrgic que pot afavorir la gènesi d'un angiosarcoma hepàtic. Excepcionalment, els trihalometans presents en l'aigua clorada potable generen hepatitis tòxiques en persones hipersensibles.

### Hepatitis d'origen metabòlic
Algunes malalties metabòliques poden debutar amb hepatitis, com la malaltia de Wilson (MW) o l'hemocromatosi. En el cas de la malaltia de Wilson, no sempre és fàcil diferenciar-la de la derivada d'una hepatitis autoimmunitària, ja que el metabolisme del coure es veu alterat en diverses hepatitis que cursen amb icterícia. A més, algunes vegades els dos processos poden presentar-se de forma simultània. És habitual que la MW sigui detectada durant la infància o l'adolescència i que cursi en forma d'una hepatitis crònica activa que amb el temps pot derivar en cirrosi o hepatoma. Prop d'un 5 per cent dels malalts afectes (sobre tot joves, encara que també s'observa ocasionalment en ancians), però, la presentació inicial és aguda, amb hepatitis fulminants de mal pronòstic, sovint associades a una anèmia hemolítica molt important. S'ha descrit algun cas de bessons monozigòtics amb MW producte d'una mutació genètica idèntica, en el qual un d'ells va presentar una hepatitis fulminant tributària de trasplantament de fetge urgent i l'altre una lleu afectació hepàtica sense símptomes d'importància. En l'hepatopatia glicogènica (una condició que apareix en persones amb diabetis no controlada, majoritàriament de tipus 1) es poden produir hepatitis agudes i recidivants, que acostumen a solucionar-se una vegada normalitzat el nivell de glucèmia. És una patologia que cursa de vegades amb una hepatomegàlia important i dolorosa que suggereix un quadre clínic d'abdomen agut.

### Hepatitis autoimmunitària
L'hepatitis autoimmunitària (HAI) és una malaltia poc freqüent, descrita per primera vegada per Waldenström l'any 1950 i abans anomenada hepatitis lúpica. Pot coexistir amb altres lesions autoimmunitàries del fetge, com el lupus eritematós sistèmic, si bé aquesta superposició de patologies no és habitual. En alguns d'aquests casos l'hepatitis deriva cap a una fallida hepàtica aguda, acompanyada de forma circumstancial per altres manifestacions clíniques poc freqüents. L'HAI és una forma d'hepatitis que apareix de novo amb certa freqüència després d'un trasplantament hepàtic. Es calcula que un 7 per cent dels malalts amb HAI desenvolupen un carcinoma hepatocel·lular.
La subclassificació d'aquest tipus d'hepatitis és complexa, ja que pot fer-se segons la seva etiopatogènesi, els canvis histopatològics observables al teixit hepàtic o els resultats de les proves serològiques. L'any 2008 es va definir un conjunt de criteris pel diagnòstic simplificat de l'HAI, consensuat per un grup d'experts. Aquells criteris es van establir per ser aplicats en adults i la seva complexitat ha fet necessari ajustar-los a la diagnosi de l'HAI pediàtrica. Inclús la clàssica tipificació serològica (HAIs I i II), fonamentada en la positivitat a determinats anticossos i autoanticossos, és encara motiu de revisió. L'ús d'una combinació de nous marcadors d'autoanticossos sèrics i xips d'ADN pot ser una possibilitat diagnòstica valuosa. Des del punt de vista histopatològic, no sempre és fàcil distingir-la d'altres afeccions hepàtiques. Són valorables, en la biòpsia de fetge, la infiltració periportal per limfòcits (especialment de tipus T) i cèl·lules plasmàtiques, la distribució en roseta de grups d'hepatòcits i la necrosi "en trepant" periportal o periseptal. El tret més característic de l'HAI clàssica és l'anomenada hepatitis d'interfase, que presenta una clara afectació dels hepatòcits de la zona periportal. Per contra, en l'HAI atípica, es veuen canvis necroinflamatoris confluents a la zona lobular central -zona 3- amb unes zones portals relativament ben preservades. La definició d'aquests canvis, però, no té una nomenclatura unificada i la seva importància clínica és difícil d'establir. En una única biòpsia hepàtica poden coexistir alteracions clàssiques i atípiques, un fet que complica la prognosi de la malaltia. L'HAI predomina en dones (relació dona-home 3,6:1) de deu a cinquanta anys. La seva existència no implica especials riscos obstètrics durant l'embaràs i/o el part. Una determinada proteïna que intervé en la regulació negativa de la immunitat, la TIPE2 (anomenada en anglès: Tumor necrosis factor, alpha-induced protein 8-like 2) sembla tenir un paper determinant en la patogènesi d'aquest tipus d'hepatitis. Això concorda amb el fet, ja descrit des de fa uns anys, del desenvolupament d'hepatitis autoimmunitària en malalts afectes de psoriasi, lupus o artritis reumatoide tractats amb teràpies anti-TNF-α. No és inusual que pacients amb patologies de naturalesa autoimmunitària que reben anticossos monoclonals presentin HAIs d'importància variable, una circumstància de difícil explicació ara per ara. En determinats casos, l'HAI s'associa a una neutropènia d'origen autoimmunitari,
El tractament clàssic de l'HAI, amb corticoides i azatioprina, pot ocasionar efectes secundaris seriosos. Per això, existeixen diverses alternatives farmacològiques: tacrolimús, ciclosporina A, rituximab, infliximab o derivats de l'àcid micofenòlic. Hepatitis i portohepatitis d'aquesta naturalesa en alguna ocasió han estat descrites associades a una poliarteritis nodosa o a la malaltia de Kikuchi-Fujimoto (una limfadenitis necrotitzant histiocitària d'etiologia incerta) i alhora un lupus eritematós sistèmic. Les elevacions de transaminases, l'existència d'autoanticossos i les alteracions histopatològiques del fetge causades per la porfíria aguda intermitent (un tipus de trastorn metabòlic hereditari autosòmic dominant poc freqüent) es poden confondre fàcilment amb una hepatitis autoimmunitària. Una entitat inusual com a manifestació antecedent o inicial d'aquesta hepatitis és l'eritema anular eosinofílic, una lesió cutània recurrent urticariforme d'etiologia dubtosa, encara que es creu producte d'una reacció d'hipersensibilitat davant un antígen no filiat. Aproximadament un 9 per cent de les HAI té un origen medicamentós; un exemple característic és l'HAI provocada per liraglutida (un agonista del GLP-1 emprat per tractar la diabetis tipus II i l'obesitat). S'ha identificat un nou subtipus d'hepatitis autoimmunitària que rep el nom d'HAI associada a l'IgG4, caracteritzat per una acumulació significativa de cèl·lules plasmàtiques que expressen aquesta immunoglobulina en el fetge de pacients que compleixen els criteris diagnòstics d'HAI clàssica.

### Esteatohepatitis no alcohòlica
L'hepatitis no alcohòlica es troba dins de l'espectre de la malaltia hepàtica no alcohòlica (MHNA), que varia en gravetat i reversibilitat des de la malaltia per fetge gras no alcohòlic (MFGNA) fins a l'esteatohepatitis no alcohòlica (EHNA) fins a la cirrosi al càncer de fetge, similar a l'espectre de la malaltia hepàtica alcohòlica.
La malaltia hepàtica no alcohòlica es produeix en persones amb poc o cap antecedent de consum d'alcohol i, en canvi, està fortament associada amb la síndrome metabòlica, l'obesitat, la resistència a la insulina i diabetis, i hipertrigliceridèmia. Amb el temps, la malaltia del fetge gras no alcohòlic pot avançar a esteatohepatitis no alcohòlica, que a més implica la mort de cèl·lules hepàtiques, inflamació del fetge i possible fibrosi. Factors que acceleren la progressió de MFGNA a EHNA són obesitat, edat avançada, ètnia no afroamericana, gènere femení, diabetis mellitus, hipertensió, nivell més alt d'ALT o AST, proporció AST/ALT més alta, recompte de plaquetes baixes i una puntuació d'esteatosi a l'ecografia.
En les primeres etapes (com amb MFGNA i EHNA precoç), la majoria dels pacients són asimptomàtics o tenen dolor lleu al quadrant superior dret, i se sospita que el diagnòstic es basa en proves de funció hepàtica anormals. A mesura que la malaltia avança, es poden desenvolupar símptomes típics de l'hepatitis crònica. Tot i que les imatges poden mostrar fetge gras, només la biòpsia hepàtica pot demostrar la inflamació i la fibrosi característiques de la EHNA. Del 9 al 25% dels pacients amb EHNA desenvolupen cirrosi. La EHNA és reconeguda com la tercera causa més freqüent de malaltia hepàtica als Estats Units.

### Hepatitis isquèmica
L'hepatitis isquèmica és causada per un flux sanguini insuficient (i, òbviament, per la consegüent manca d'oxigen al fetge). Sovint apareix en un context de xoc, d'origen cardíac, hipovolèmic, anafilàctic o sèptic. Aquesta complicació empitjora el pronòstic vital dels malalts xocats, amb independència de l'etiologia del xoc; tot i que la l'hepatitis isquèmica és més freqüent i més greu en els casos de xoc sèptic, en els quals destaca un gran augment de la proteïna C-reactiva que indica el grau de disfunció dels hepatòcits. S'ha descrit com una infreqüent complicació de la cirurgia cardiopulmonar derivada de canvis hipotensionals, problemes anestèsics o anticoagulació poc adequada. Eventualment, és una trombosi o un aneurisma de l'artèria hepàtica el fet que provoca el procés isquèmic. De forma excepcional apareix com a conseqüència d'un tamponament cardíac, sent reversible si es tracta ràpidament la causa primària de la inestabilitat hemodinàmica. No és rar que es presenti aquesta hepatitis en casos greus de cop de calor, dins del context de col·lapse vascular que caracteritza dita disfunció de la temperatura corporal. La trombosi de l'aorta toràcica és una causa inusual, però catastròfica, d'hepatitis isquèmica d'aparició sobtada, ja que per sota de l'obstrucció de la seva llum provoca també la isquèmia conjunta de moltes estructures amb una greu rabdomiòlisi acompanyant i per sobre d'ella una marcada hipertensió dels òrgans i teixits proximals que comporta edema pulmonar i cerebral, sent el pronòstic quasi sempre funest. La malaltia de Kawasaki (un tipus de vasculitis que origina petits aneurismes) pot debutar en forma d'hepatitis aguda. Els trets de dita particular presentació acostumen a ser de tipus isquèmic, si bé -en certs casos de malaltia resistent a les immunoglobulines- predomina la colèstasi. S'ha publicat algun cas d'hepatitis isquèmica secundària a l'apnea obstructiva del son. L'anèmia greu o la intoxicació per monòxid de carboni crònica també provoquen aquest tipus d'hepatitis.

### Hepatitis per dèficit d'alfa-1-antitripsina
La deficiència d'alfa-1-antitripsina (una malaltia genètica) altera els hepatòcits i les funcions del fetge, especialment per l'acumulació intrahepatocitària de glicoproteïnes, que fa augmentar la possibilitat de desenvolupar un hepatocarcinoma. Aquesta malaltia es diagnostica per una baixa concentració sèrica de la proteïna d'alfa-1-antitripsina (la concentració normal és de 100 a 220 mg/dL i es considera que hi ha un dèficit quan la concentració és inferior 57 mg/dL)). En casos determinats el diagnòstic es fa segons mètodes de genètica molecular per buscar-hi variants patogèniques bial·lèliques en el gen SERPINA1. Determinats fenotips de la deficiència, associats a vasculitis de grans vasos originada per anticossos dirigits contra el citoplasma dels neutròfils, desencadenen hepatitis amb una ràpida evolució cap el fracàs hepàtic. Sovint s'ha de fer un diagnòstic diferencial amb l'hepatitis viral crònica, l'hemocromatosi hereditària, la malaltia de Wilson o l'esteatohepatitis no-alcohòlica. La concurrència de formes mutants del dèficit d'aquest inhibidor de la proteasa i consum de cannabinoides sintètics tipus spice o K2 pot provocar hepatitis fulminants.

### Hepatitis neonatal
D'entre les diferents formes d'hepatitis que afecten al fetus i al nounat (gairebé totes d'origen infecciós, sent prototípiques les produïdes pel rubivirus o la toxoplasmosi congènita), cal destacar —per la seva gravetat i obscura etiologia— l'hepatitis neonatal idiopàtica, també anomenada hepatitis neonatal de cèl·lules gegants. Alguna vegada, aquest tipus d'hepatitis ha estat relacionada amb determinats procediments de part (naixement lotus). Ocasionalment, s'han descrit casos postinfantils d'hepatitis de cèl·lules gegants. La seva causa és una resposta idiosincràtica o citopàtica envers diferents tipus d'agressions hepatocitàries.
Una altra forma d'hepatitis neonatal/fetal greu és l'hepatitis al·loimmunitària fetal, que es presenta en casos d'hemocromatosi hereditària. Una de les manifestacions perinatals de la malaltia de Niemann-Pick tipus C és l'hepatitis de trets colèstasics. Les infeccions congènites per echovirus són una causa infreqüent, però no excepcional, d'hepatitis fulminants en nounats.

### Hepatitis anictèrica
Una forma particular de presentació de l'hepatitis és l'anictèrica (sense icterícia). Sovint s'observa en nens, especialment relacionada amb l'estada a certs llocs tancats. S'han descrit casos d'hepatitis sense icterícia a regions tropicals en malalts afectes de febre tifoide, fenomen que complica el diagnòstic diferencial amb la malària o l'anèmia falciforme. En determinades ocasions aquesta forma d'hepatitis és la primera manifestació neonatal d'una sífilis congènita. Molt poc sovint, durant l'edat pediàtrica, una hepatitis anictèrica pel VHA cursa amb un embassament pleural. Les enteritis greus per Shigella i Helicobàcter presenten freqüentment una hepatitis anictèrica concomitant que pot passar desapercebuda amb facilitat. Algunes soques d'Helicobacter hepaticus provoquen hepatitis d'intensitat variable que poden cronificar-se encara que inicialment no es manifestin amb icterícia i estudis experimentals en rosegadors demostren que també les infeccions per Helicobacter bilis poden comportar hepatitis cròniques perilloses amb característiques histopatològiques força diferents. Puntualment, ha estat descrita en adults infectats pel virus coxsackie B4. Una rara causa d'hepatitis anictèrica aguda en persones immunodeprimides a causa dels fàrmacs que prenen com a tractament d'una malaltia autoimmunitària crònica és la infecció pel virus de l'herpes simple.

### Hepatitis colestàsica
En un 10-15 per cent d'hepatitis predominen els trets colestàsics: icterícia, colúria, acòlia (femta sense color) i pruïja. Rarament, aquesta forma de presentació es veu en infeccions poc habituals, com la febre tifoide, el dengue o la fasciolosi. Ha estat descrita en casos d'afectació extrapulmonar conseqüent a infecció per Mycoplasma pneumoniae. Algunes rickettiosis cursen amb hepatitis agudes amb trets colestàsics moderats. La sífilis, en la seva etapa secundària, pot ocasionar una hepatitis aguda de patró colestàsic; amb freqüència, però, indueix a confusions diagnòstiques amb l'hepatitis autoimmunitària o la vírica. L'hepatitis luètica té un curs subclínic en un 10 per cent dels casos (o fins al 38 per cent si la sífilis coexisteix amb infecció pel VIH) i es desenvolupa quan esdevé la disseminació hematògena del treponema pàl·lid, 1-3 mesos després de l'adquisició d'aquesta espiroqueta. És una hepatitis que acostuma a remetre amb 1-3 dosis de penicil·lina G benzatina, normalitzant-se el perfil hepàtic entre les 4-16 setmanes posteriors a l'inici del tractament antibiòtic. L'hepatitis colestàsica és una complicació infreqüent en trasplantaments de cèl·lules mare hematopoètiques, que apareix quan aquests coincideixen amb altres factors desencadenants. En nounats, pot ser conseqüència d'una insuficiència adrenal central originada per un hipopituïtarisme congènit. Hepatitis de trets colestàsics intensos i amb coagulopatia acompanyant han estat observades en casos de malaltia de Still d'inici tardà, derivades fonamentalment de la sobreproducció d'interleucina-8 (factor inductor de l'interferó gamma) lliure característica d'aquesta forma de la malaltia; les quals acostumen a presentar una bona resposta al tractament corticoesteroidal intensiu. Com a part d'una reacció idiosincràtica, s'han descrit en pacients tractats amb carbamazepina o amb fenitoïna (uns fàrmacs antiepilèptics), amb clorpromazina, amb candesartà (un antagonista dels receptors d'angiotensina II) i amb terbinafina (un antifúngic). Alguns antiagregants plaquetaris pertanyents al grup dels inhibidors del receptor d'adenosina difosfat, com ara el clopidogrel o la ticlopidina, han originat hepatitis d'aquesta mena greus. L'abús d'anabolitzants provoca hepatitis agudes, predominantment colestàsiques, la majoria de les quals són reversibles si s'abandona el consum d'aquests productes. En algun cas, l'hepatitis produïda per aquestes substàncies s'ha acompanyat d'una anèmia aplàstica greu. És una hepatitis que pot aparèixer en individus amb tirotoxicosi causada per la malaltia de Graves. El desenvolupament d'una hepatitis colestàsica aguda associat a la presa de remeis contra el refredat elaborats amb plantes del gènere Echinacea és una reacció adversa descrita molt poques vegades.

### Hepatitis granulomatosa
Es caracteritza per la presència de granulomes al parènquima hepàtic.

### Hepatitis emfisematosa
Aquesta rara forma d'hepatitis és una entitat infecciosa de ràpida progressió que pot causar xoc sèptic i la mort en unes hores després de l'inici de la simptomatologia. El diagnòstic de l'hepatitis emfisematosa requereix un alt grau de sospita clínica i l'ús de les tècniques d'imatge mèdica adequades. Qualsevol estat d'immunodeficiència, com el provocat per la diabetis o el càncer, pot afavorir la seva aparició. Els patògens més habituals que l'originen són Streptococcus mutans, Enterococcus faecalis, Enterobacter, Klebsiella, Escherichia coli, Pseudomonas i Proteus. Els canvis enfisematosos del fetge es caracteritzen per la formació de cavitats gasoses intraparenquimatoses, les quals apareixen en diferents escenaris clínics amb presència de microorganismes anaerobis, per exemple el d'un hematoma hepàtic sobreinfectat.

## Patogènesi

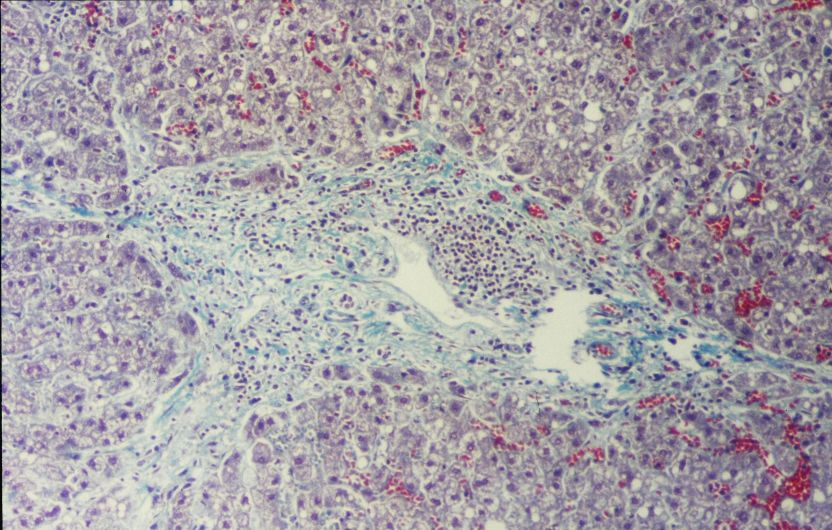
Infiltrat inflamatori periportal i moderada fibrosi en una esteatohepatitis alcohòlica. Microscopi òptic. 150X. Tinció: Tricròmic de Masson.

En circumstàncies normals, no hi ha constància que cap dels virus de l'hepatitis sigui directament citopàtic per als hepatòcits. Les dades disponibles suggereixen que les manifestacions clíniques i l'evolució que segueixen a la lesió hepàtica aguda pròpia d'una hepatitis vírica són determinades per les respostes immunitàries del pacient.
Totes les infeccions per virus de l'hepatitis tenen un període d'incubació llarg:
- Virus A i E: entre 15 i 40 dies.[279]
- Virus B, C i D: pot arribar fins a 2 mesos.
- Virus G: Poc conegut. Entre 14 i uns 20 dies.[280]

A banda de les hepatitis virals, la patogènesi dels altres tipus d'hepatitis depén -en cada cas- del mecanisme etiològic concret.

## Diagnosi
A més de l'examen físic i la història mèdica, els procediments per diagnosticar i tipificar una hepatitis són molt diversos: ecografia abdominal, tomografia computada, marcadors hemàtics autoimmunitaris, serologies específiques, proves de funció hepàtica, biòpsia hepàtica, tècniques de PCR, etc.
L'estudi analític dels enzims hepàtics (transaminases ALT i AST) és un mètode simple i eficaç per l'avaluació etiopatogènica de l'hepatitis. Per exemple, en una esteatohepatitis alcohòlica el ratio AST:ALT és >2:1 (AST>ALT), mentre que en una esteatohepatitis no alcohòlica el ratio ALT:AST és >1.5:1 (ALT>AST).
| Transaminases predominantment elevades | Causa                                            |
| -------------------------------------- | ------------------------------------------------ |
| ALT                                    | Hepatitis crònica B, C, i D                      |
| ALT                                    | Esteatohepatitis no alcohòlica                   |
| ALT                                    | Hepatitis vírica aguda                           |
| ALT                                    | Fàrmacs/toxines                                  |
| ALT                                    | Hepatitis autoimmunitària                        |
| ALT                                    | Malaltia de Wilson                               |
| ALT                                    | Deficiència d'alfa-1-antitripsina                |
| ALT                                    | Hemocromatosi                                    |
| ALT                                    | Hepatitis isquèmica (elevacions molt importants) |
| AST                                    | Esteatopatia alcohòlica                          |
| AST                                    | Cirrosi                                          |

Grosso modo i sense especificar els trets particulars propis d'una etiologia concreta, des del punt de vista histopatològic es poden destacar dos grans patrons de canvis tissulars corresponents a l'hepatitis aguda i a la crònica:
- Hepatitis aguda: Totes les formes agudes presenten alteracions dels lobulets hepàtics. Les troballes més comuns són la degeneració globulosa dels hepatòcits per edema, la hiperplàsia de les cèl·lules de Kupffer, la colèstasi dels canals biliars, els focus necròtics i cossos apoptòtics aïllats als lobulets, els cúmuls macrofàgics PAS-diastasa positius i un considerable infiltrat inflamatori sinusoidal i lobular per leucòcits mononuclears (agranulòcits) amb presència ocasional de neutròfils i eosinòfils.
- Hepatitis crònica: Es veu inflamació als espais porta en grau variable, sent els limfòcits CD4+ T el seu principal component, encara que sovint també s'observen cèl·lules plasmàtiques.[286] Poden existir fol·licles limfoides, especialment en les hepatitis víriques. Moltes vegades s'aprecia una necrosi parcel·lària (necrosi d'interfase), que afecta els hepatòcits periportals, trenca la làmina limitant i s'acompanya d'un important infiltrat mononuclear en aquesta zona. Les alteracions necroinflamatòries afecten els lòbuls hepàtics de forma generalitzada i els cossos acidòfils resultants de la mort dels hepatòcits són nombrosos. Segons el grau d'evolució de l'hepatitis crònica els signes fibròtics poden ser més o menys greus, des d'una inicial extensió periportal "en estel" a la formació de nòduls cirròtics.[287]

S'han emprat xips d'ADN per estudiar la patogènesi de les hepatitis per virus E i C en primats no humans. Ara per ara, l'ús de microarrays en el diagnòstic etiològic múltiple de les hepatitis infeccioses és una realitat molt prometedora, ràpida i eficaç, amb certes limitacions derivades de la quantitat de mostra necessària per fer les determinacions i del nombre total de microorganismes presents en ella. És un procediment que pot servir de marcador diagnòstic/pronòstic dels hepatocarcinomes relacionats amb certes hepatitis víriques. Microarrays especialment dissenyats per detectar determinats autoanticossos sèrics ajuden a diferenciar l'hepatitis autoimmunitària d'altres patologies específiques que comparteixen trets comuns amb aquesta malaltia hepàtica. A hores d'ara, existeixen microarrays que fan possible la caracterització simultània en temps real dels virus de les hepatitis A-E i els VIH-1 i 2. Les millores en aquesta tecnologia permeten avaluar en sèrum la resistència genotípica del VHB davant diversos fàrmacs, de forma més ràpida i menys costosa que els procediments de seqüenciació emprats fins ara.